# Ziegram

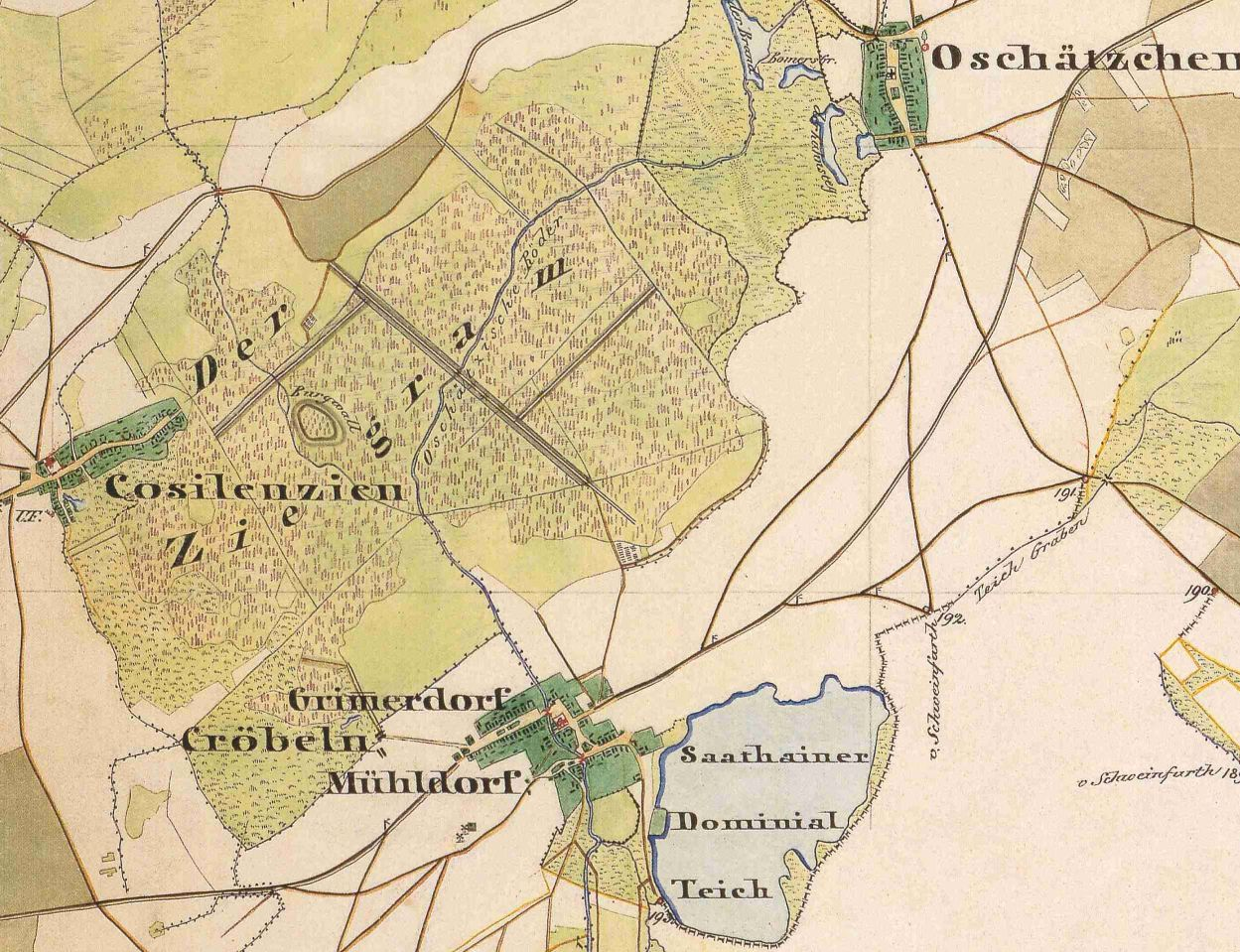
Ausdehnung des Ziegram um 1847

Der Ziegram ist  ein ehemaliges Sumpf-,  Moor-, Torf- und  Buschwaldgebiet im heutigen Elbe-Elster-Kreis im Süden des Landes Brandenburg.

## Beschreibung
Der Ziegram befindet sich zwischen den Bad Liebenwerdaer Ortsteilen Kröbeln, Oschätzchen und Kosilenzien und hat eine Ausdehnung von etwa 1000 Hektar.
Als einziges größeres Gewässer durchfließt die Kleine Röder das Gebiet. Abgesehen von wegbegleitenden Bäumen und Sträuchern ist das Gelände offen und nur an besonders feuchten Stellen von Schilfflächen bedeckt. Im Untergrund befinden sich größere Torfvorkommen, was beispielsweise im extrem trockenen Sommer 1907 zu einem Torfbrand führte.
Der gesamte Bereich wird von zahlreichen Meliorationsgräben durchzogen, mit denen im letzten Jahrhundert versucht wurde, das Gebiet trockenzulegen, um es für die Landwirtschaft nutzbar zu machen. So erfolgte am Anfang des 20. Jahrhunderts die Regulierung des Schwarzgrabens, der heutigen Kleinen Röder. In den 1920er-Jahren wurden Strafgefangene herangezogen, welche in einer eigens für sie errichteten Mannschaftsbaracke am nördlichen Rand des Gebietes untergebracht waren. Sie sollten das riesige Gelände urbar machen. Da dies unvollendet blieb, folgte in den 1930er-Jahren der Reichsarbeitsdienst. Feldbahnen beförderten die Erde über weitere Strecken. Die letzte große Meliorationsmaßnahme wurde in den 1970er Jahren abgeschlossen. Im Nachhinein musste aber festgestellt werden, dass diese Maßnahmen wenig Erfolg hatten, so dass der überwiegende Teil der Fläche nur zum Beweiden mit Kühen genutzt werden kann.

## Besiedlung des Gebietes

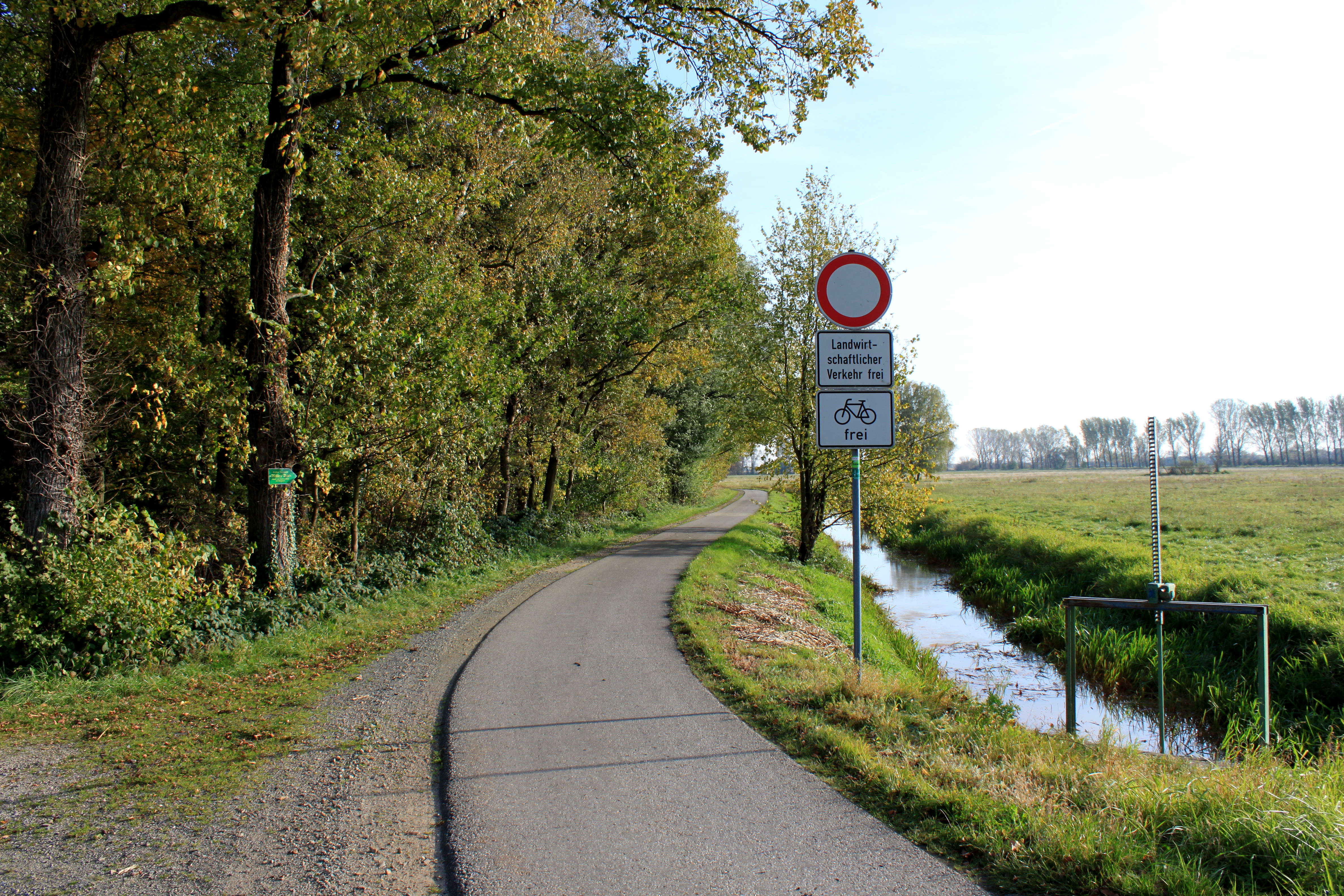
Der Ziegram am Burgwall

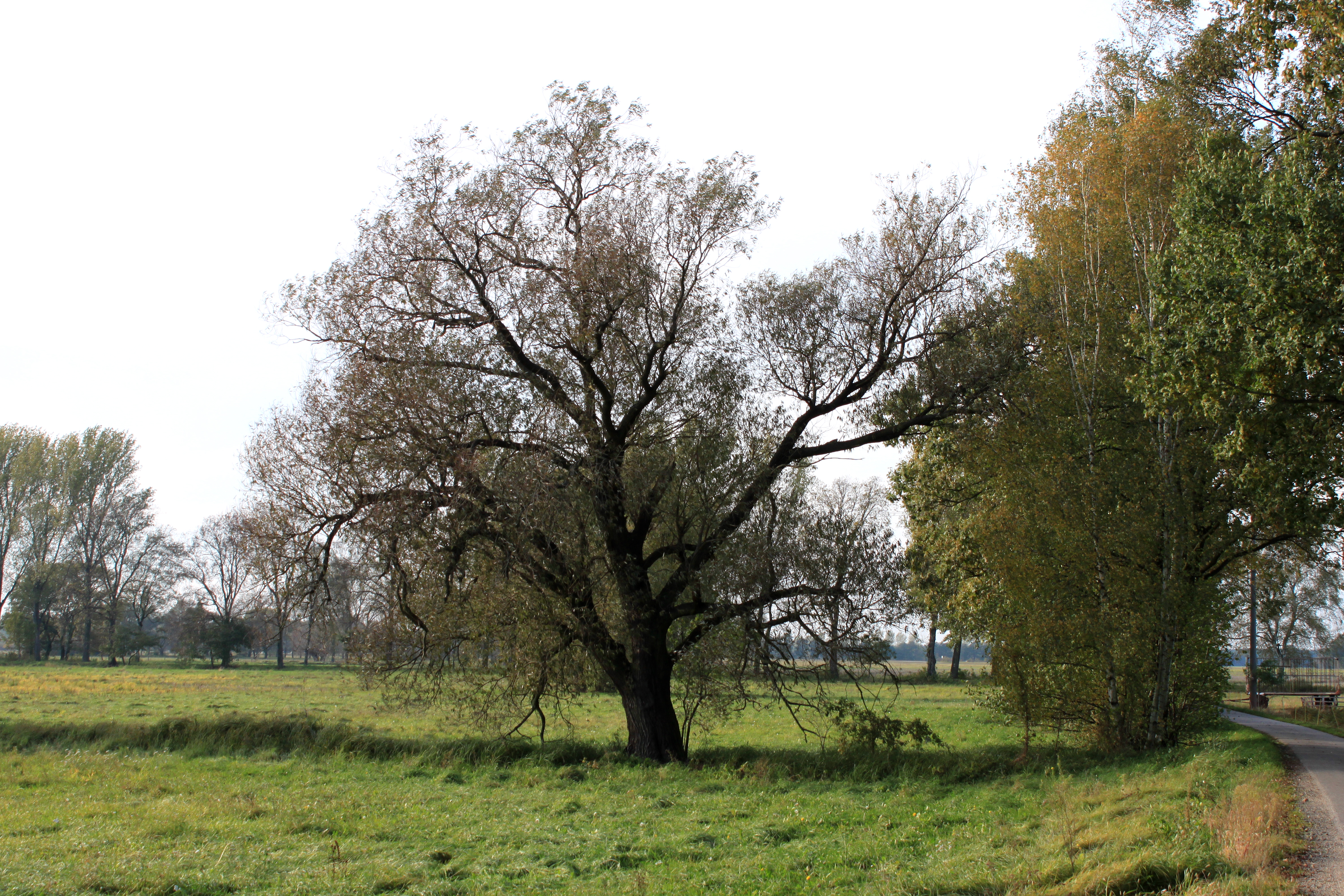
Weide bei Kosilenzien

In unmittelbarer Nähe der Ortschaft Kosilenzien befindet sich ein etwa 3000 Jahre alter Burgwall, welcher als Flieh- oder Schutzburg errichtet wurde. Im Oval misst er etwa 400 Meter und gehört heute zu den Bodendenkmälern im Landkreis Elbe-Elster.

Archäologische Funde stammen bereits aus der Bronzezeit. Hier wurden Bronzeschmuck und -äxte, Urnengefäße und zahlreiche Keramikscherben gefunden.
Die am Rande des Ziegrams gelegenen Ortschaften Kosilenzien, Kröbeln und Oschätzchen sind planmäßige Anlagen aus der Zeit des Landesausbaus im 12./13. Jahrhundert. Das Gebiet hatte früher einen großen Holz-Reichtum und die Bewohner hatten besondere Rechte, was das Sammeln von Holz und die Ernte von Gras betraf.
Da früher die heutige Kleine Röder noch wild durch den Ziegram floss, besaßen einige Bauern Kähne, die unter anderem an der Kahngasse in Kosilenzien festgemacht wurden.

## Naturraum
Die offenen Feuchtwiesenbereiche und schilfbestandenen Flächen bieten sich für die Vogelwelt als Brutplatz und zur Zugzeit im Frühling und Herbst als Rast- und Sammelplatz an. So konnten in den Jahren von 1984 bis 1994 durch Mitglieder des Biologischen Arbeitskreises 107 Vogelarten nachgewiesen werden, von denen 80 Arten regelmäßige oder vereinzelte Brutvögel sind. Beobachtet wurden hier unter anderem Graureiher,  Knäkente, Kranich, Seeadler, Goldammer, Rotmilan und Sumpfrohrsänger.